# Józef Kwaciszewski
Józef Kwaciszewski, poljski general, * 1890, † 1958.